# 카와이 카즈미
카와이 카즈미(일본어: 可愛 かずみ, 1964년 7월 9일 ~ 1997년 5월 9일)는 일본의 배우이다. 그녀는 1997년 5월 9일 아파트에서 투신자살하였다.